# 長井氏克

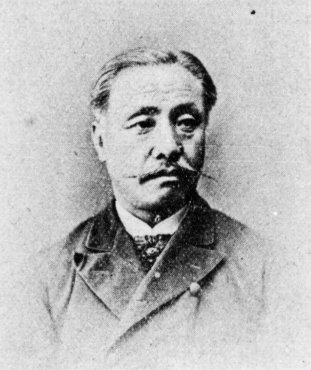
長井氏克

長井 氏克（ながい うじかつ、1841年11月26日（天保12年10月14日） - 1904年（明治37年）10月9日）は、衆議院議員（立憲政友会）、津市長。

## 経歴
津藩士の子として伊勢国津に生まれる。戊辰戦争の際には大軍監として藩兵を率いて仙台・秋田に進軍した。1869年（明治2年）、津藩少参事に就任し、1871年（明治4年）には権大参事に昇進した。
1878年（明治11年）、「伊勢新聞」を創刊し、社長に就任した。また代言人免許を取得し、代言組合会長になった。
1880年（明治13年）より三重県会議員、同議長を務めた。1887年、三重同志会を立ち上げて自由民権運動を推進し、大同団結運動に参加し、自由党が成立するとこれに加入した。
1889年（明治22年）に津市会議員、同議長に選ばれ、翌年には津市長に就任した。1900年（明治33年）、立憲政友会創設の際には三重県支部創立委員となった。
1902年（明治35年）の第7回衆議院議員総選挙に出馬し、当選。合計で3期務めた。